# آی‌سی ۹۸۲
آی‌سی ۹۸۲ یک کهکشان‌ است.